# Perauba (Senterada)
Perauba és un territori a cavall dels termes municipals de Senterada, al Pallars Jussà, i Baix Pallars, dins de l'antic terme de Montcortès de Pallars, al Pallars Sobirà.
Està situat al vessant nord-oest del Roc de Sant Aventí, en el sector sud-oriental de la Serra de Peracalç. Forma part de Perauba el pla denominat Pla de Llac, ja del tot dins del Pallars Sobirà. A l'extrem de llevant d'aquest territori hi ha la Roca de Perauba i, prop seu, al nord-est, el Dolmen de Perauba.
Passa per Perauba la pista que mena de Senterada i Montcortès de Pallars al poble abandonat de Montsor.